# دختری با سینه‌بند آبی
دختری با سینه‌بند آبی نام تصویری است متعلق به زن مصری که در تظاهرات ۱۷ دسامبر ۲۰۱۱ میدان تحریر شهر قاهره در مخالفت با کودتای نظامی شورای عالی نیروهای مسلح مصر (SCAF) علیه حسنی مبارک در جریان انقلاب مصر شرکت کرده بود و توسط نیروهای سرکوبگر مصر مورد ضرب و شتم وحشیانه قرار گرفت. نام او هرگز فاش نشد. عنوان این تصویر به این دلیل است که عبای او (یک لباس تمام تن مانند مانتو که برای پوشاندن بدن استفاده می‌شود) در حالی که توسط سربازان مصری روی زمین کشیده می‌شد کنار رفت و پوست برهنه و سینه بند آبی او آشکار شد. چنین رویدادی واکنش‌های گسترده ملی و جهانی را از سوی افراد و رسانه‌ها برانگیخت.

## پیش زمینه
به دلیل نارضایتی زیاد از رژیم فاسد حسنی مبارک، ناآرامی‌های داخلی در سراسر مصر گسترش یافته بود. شهروندان با شرکت در تظاهرات، راهپیمایی‌ها، اشغال‌ها و نافرمانی مدنی در تلاش ملی برای سرنگونی حسنی مبارک از ریاست جمهوری بودند. بسیاری از نارضایتی‌های مصری حول محور مسائل اقتصادی و سیاسی از جمله بیکاری، خشونت پلیس، آزادی سیاسی، آزادی مدنی و تورم قیمت مواد غذایی بود. استفاده از رسانه‌های جمعی در سازمان‌دهی کنش جمعی مؤثر بود زیرا مردم توانستند از شبکه‌های اجتماعی آنلاین برای بسیج به سمت میدان تحریر استفاده کنند. چنین راهبردی رژیم مبارک را غافلگیر کرد و از این رو او قادر به مهار یا ارائه استراتژی متقابل موفقی در برابر این جنبش اجتماعی نبود. در ۲۵ ژانویه ۲۰۱۱، هزاران نفر در قاهره و هر شهر دیگر مصر در مخالفت با رژیم تجمع کردند. درگیری‌ها بین غیرنظامیان و نیروهای امنیتی در تلاش برای متوقف کردن جنبش رخ داد و حدود ۸۴۰ نفر کشته و بیش از ۶۰۰۰ نفر مجروح شدند.
پس از چند هفته تداوم تظاهرات و درگیری‌ها، عمر سلیمان معاون رئیس‌جمهور اعلام کرد که حسنی مبارک از ریاست جمهوری استعفا داده و کنترل دولت را به شورای عالی نیروهای مسلح (SCAF) واگذار خواهد کرد. با این حال، هنوز بسیاری از افراد بودند که از شرایط و به دست آوردن دولت توسط حزب SCAF ناراضی بودند. بسیاری خواستار اصلاحات انتخاباتی، پایان دادن به وضعیت اضطراری و بازگرداندن قدرت به غیرنظامیان شدند. این موضوع خشم و جنجال زیادی را در میان شهروندان مصری برانگیخت؛ بنابراین، این نارضایتی منجر به موج دوم اعتراضات در میدان تحریر در دسامبر همان سال شد.

## ۱۷ دسامبر ۲۰۱۱
در ۱۷ دسامبر ۲۰۱۱، بسیاری از مصری‌ها کنترل میدان تحریر شهر قاهره را به منظور اعتراض و ابراز نارضایتی خود از رژیم SCAF به دست گرفتند. ولی این اعتراضات با مقاومت ارتش روبرو شد و غیرنظامیان در تلاش رژیم برای از بین بردن اعتراضات مورد ضرب و شتم و دستگیری قرار گرفتند. پس از آن یک ویدیو ضبط شده از یک نمای هوایی از یک زن منتشر شد که سعی می‌کرد از میدان بگریزد، اما تلو تلو خورد و به زمین افتاد، سپس نیروهای امنیتی او را گرفتند و او را به شدت مورد ضرب و شتم قرار دادند. سربازان شروع به کوبیدن او کردند و با باتوم‌های خود به او ضربه زدند. وقتی شروع به کشیدن او به روی زمین کردند، عبایش از بدنش افتاد و شکم، شلوار جین و سینه بند آبی او آشکار شد. اگرچه به نظر می‌رسید او بیهوش شده بود، ولی سربازان همچنان به لگد زدن به بدن او ادامه دادند.

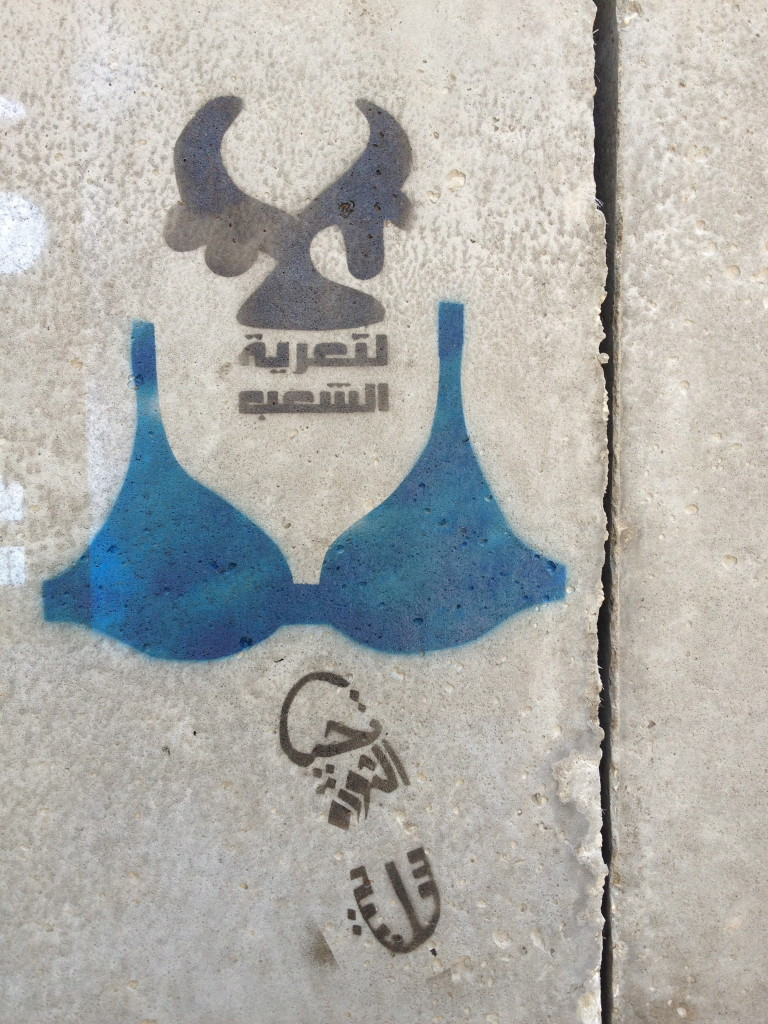
استفاده از نماد دختری با سینه بند آبی در دیوارهای شهر قاهره

## واکنش‌ها
پس از انتشار این ویدئو، بسیاری از اقدامات SCAF از نظر اخلاقی خشمگین و آشفته شدند. رسانه‌های معروف مانند CNN، NPR و RT همگی این رویداد و ویدیو را پوشش داده بودند که منجر به تماشای گسترده «دختری با سینه بند آبی» شد. در ۲۰ دسامبر ۲۰۱۱، هزاران فعال در میدان تحریر تجمع شدند تا اقدامات ارتش و نیروی هوایی ارتش را محکوم کنند. برخی از ناظران ادعا می‌کنند که این اعتراض یکی از بزرگ‌ترین شرکت‌های زنان در تظاهرات سال‌های اخیر بوده‌است. رهبران سیاسی شناخته شده‌ای مانند هیلاری کلینتون از سرکوب معترضان انتقاد کردند و اقدامات ارتش را تحقیر زنان، انقلاب و مصر دانستند. در واکنش به سخنان کلینتون، محمد کمال عمرو وزیر امور خارجه مصر، اعلام کرد که مصر هیچ گونه مداخله در امور خود را نمی‌پذیرد. با این حال، SCAF بعداً از زنان به دلیل اقدامات خود عذرخواهی کرد.

## نماد
پس از این اتفاق و انتشار اخبار آن، گرافیتی و تصاویر نقاشی شده از سینه بند آبی بر روی دیوارهای قاهره نمایان شد و به نوعی تبدیل به نماد درد و رنج اجتماعی یک ملت شد. برخی دیگر معتقدند که «دختری با سینه بند آبی» مشخص می‌کند که بدن زنان تابع دیدگاه‌های اخلاقی، فرهنگی و سیاسی است و علاوه بر این حضور زنانی که در میدان تحریر برای دموکراسی و عدالت اجتماعی تظاهرات می‌کنند ممکن است کنترل دولت و ارزش‌های مرد سالارانه را تضعیف کند.